# Ischaemum travancorense
Ischaemum travancorense là một loài thực vật có hoa trong họ Hòa thảo. Loài này được Stapf ex C.E.C.Fisch. mô tả khoa học đầu tiên năm 1933.